# Бели Искър
 Тази статия е за селото.  За едноименната река вижте Бели Искър (река).  За едноименния язовир вижте Бели Искър (язовир).
Бели Искър е село в Западна България. То се намира в община Самоков, Софийска област.

## География
Село Бели Искър се намира в подножието на връх Мусала с невероятна природа за развитие на екотуризъм и селски туризъм.
Селото отстои на 65 km южно от столицата – София, на 7 km южно от град Самоков и на 5 km от Боровец.
Бели Искър има население 700 души и е разположено на надморска височина от 1130 m. Селото се намира на най-стратегическото място в Рила. Оттук тръгват атрактивни маршрути до връх Мусала с надморска височина 2925 m – най-високия връх на Балканския полуостров, Мальовица, хижа Вада, Седемте рилски езера, Чакър войвода, Ястребец, хижа Грънчар, двореца Царска Бистрица и Боровец.
В селото са запазени исторически чешми и кладенци като Войнишкото чешме, Кадън кладенец и Бельов кладенец.
Голяма историческа местност е Демир капия, където стават най-големите сражения по време на Освобождението от турско иго.
В Бели Искър има идея за изграждане на ски-лифт и писта, която да свърже селото с връх Ястребец. Над селото се намира яз. Бели Искър. Тук се намира една от най-високопланинските централи в страната. В красивата ледникова долина на река Бели Искър, над селото е създадена едноименната екопътека, изградена и функционираща от 2003 г.
Черквата „Успение Богородично“ е построена през 1847 г. Тази църква също има история. В селото се разказва, че през 1912 г. тук се е венчал Яворов за Лора. По-късно в пещерата „Каменна колиба“ Яворов се среща с Яне Сандански, където правят заверата. Пещерата се намира на 5 km южно от селото.
На 1 km над селото започва Централният Рилски резерват. Той е най-големият в България, а също и един от най-големите в Европа. Създаден е с цел да се съхранят горски, субалпийски екосистеми, образуващи природен комплекс. Площта на резервата е 12 393,7 ха и обхваща значителна територия около Бели Искър и връх Мусала.
В селото има местно туристическо сдружение „Бели Искър“. Основните цели на сдружението са подпомагане и съдействие за устойчиво развитие на туризма в региона на село Бели Искър и утвърждаване на региона като туристически и курортен център. Всяка година сдружението организира традиционния „Празник на Рилския зелник“ и рок фестивал „Рок в Рила“.

## Население
Численост на населението според преброяванията през годините:
| \| Година на преброяване \| Численост \| \| --------------------- \| --------- \| \| 1934 \| 1075 \| \| 1946 \| 1157 \| \| 1956 \| 1457 \| \| 1965 \| 1093 \| \| 1975 \| 1066 \| \| 1985 \| 966 \| \| 1992 \| 905 \| \| 2001 \| 783 \| \| 2011 \| 639 \| \| 2019 \| 533 \| \| 2021 \| 612 \| |           |
| Година на преброяване | Численост |
| 1934 | 1075      |
| 1946 | 1157      |
| 1956 | 1457      |
| 1965 | 1093      |
| 1975 | 1066      |
| 1985 | 966       |
| 1992 | 905       |
| 2001 | 783       |
| 2011 | 639       |
| 2019 | 533       |
| 2021 | 612       |

## Културни и природни забележителности
Най-голямата забележителност в Бели Искър е Национален парк Рила. Неговата обширност е отбелязана с маркировка. Паркът е направен така, че туристите да могат да разгледат всичко. Построени са 8 моста, които имат свое име, и малко подмостче, също така и от първия мост започва и екопътека, която преминава през всяко мостче и всяка забележителност на парка, една от която е Визуалната площадка. Тя е изградена в гората, направени са стълби, които минават през скали и стигат до място със страхотен изглед, което наистина изглежда като площадка, оградено разбира се с дървен парапет. Екопътеката минава през нея, слиза от другата страна, прекосява пътя, навлиза в другата страна на гората и минава през друга забележителност в парка, а именно, направен в гората заслон. Там туристите могат да се скрият от внезапно настъпила буря, заслонът си има пейки. От там пътеката стига до КПП на парка, където денонощно се охранява от паркова охрана.
Забележителностите в парка са много, но няма по-забележително от дивите животни, които могат да се видят по всяко време в парка. Те са защитени, също както и растенията. Има и защитени видове, записани в Червената книга.
Навсякъде в парка са построени масички с пейки, за да могат туристите да се настанят удобно, също така и специални места за палене на огън, които са отбелязани с маркировка.

## Редовни събития
Всяка година селото празнува празникът „Рилски зелник“, който е организиран от местните и в него има състезание за най-добрия зелник.
Също в селото се организира всяка година рок фестивалът „Рок в Рила“ този фестивал е организиран от Михаил Янов. „Рок в Рила“ е напълно свободен и всички групи могат да участват – стига да покриват изискванията за стил на свирене.